# Deltochilum icariforme
Deltochilum icariforme là một loài bọ cánh cứng trong họ Bọ hung (Scarabaeidae).